# البريد الجوي للولايات المتحدة

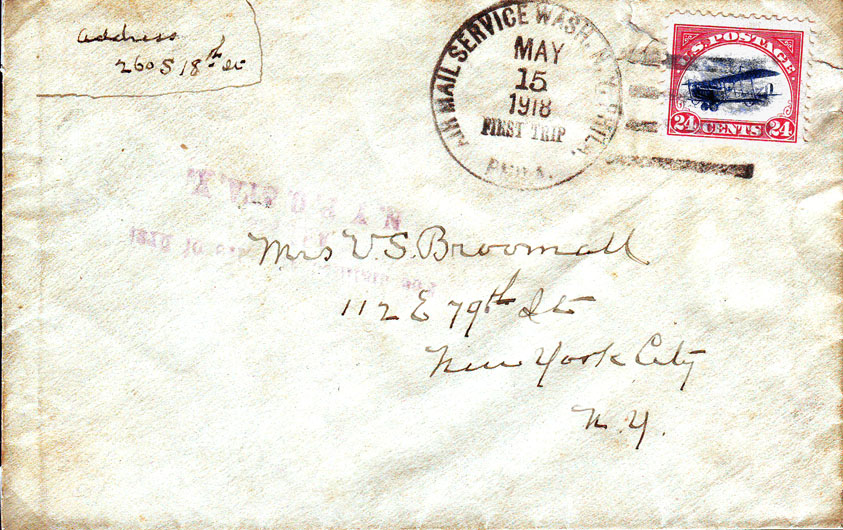
أول بريد جوي للولايات المتحدة 1918

كان البريد الجوي للولايات المتحدة هو أحد أنواع الخدمة التابعة لإدارة بريد الولايات المتحدة (USPOD) وخليفتها خدمة بريد الولايات المتحدة (USPS)، حيث كانت تُسلّم البريد الجوي عبر طائرات تُحلّق داخل الولايات المتحدة وممتلكاتها وأقاليمها. كانت الرسائل والطرود المُعدّة لخدمة البريد الجوي تُعلّم بعلامة "عبر البريد الجوي" (أو ما يُعادلها)، وتُختم بختم بريدي مناسب، وتُخصّص لأي جهة أو مؤسسة فرعية موجودة آنذاك من خدمة البريد الجوي.
بعد سلسلة متقطعة من الرحلات التجريبية التي رعتها الحكومة بين عامي 1911 و1918، أُنشئ البريد الجوي المحلي للولايات المتحدة رسميًا كهيئة خدمة جديدة من قِبَل إدارة البريد في 15 مايو 1918، مع تدشين خط واشنطن-فيلادلفيا-نيويورك، الذي اصدرت لهُ أول طوابع بريد جوي خاصة.
انتهى النقل الحصري للبريد الجوي بواسطة الطائرات التي تديرها الحكومة في عام 1926 بموجب أحكام قانون البريد الجوي لعام 1925، والمعروف باسم قانون كيلي. والذي تطلب من USPOD الانتقال إلى التعاقد مع شركات النقل الجوي التجارية لنقلهم عبر طرق البريد الجوي التعاقدي (CAM) التي أنشأتها الوزارة، على الرغم من أنه خلال النصف الأول من عام 1934، استولى سلاح الجو التابع للجيش الأمريكي مؤقتًا على الطرق - بنتائج كارثية - عندما ألغى الرئيس فرانكلين روزفلت جميع عقود CAM بإجراءات موجزة بسبب فضيحة البريد الجوي. أصبح البريد الجوي المحلي عتيقًا في عام 1975 كخدمة مميزة برسوم إضافية، وكذلك البريد الجوي الدولي في عام 1995، عندما بدأت USPS في نقل جميع البريد من الدرجة الأولى لمسافات طويلة بين المدن عن طريق الجو بشكل روتيني.

## البريد الجوي في طور التجربة

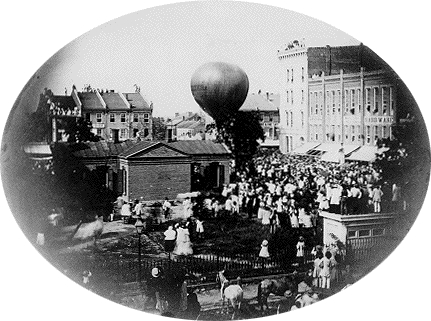
البريد الجوي عبر المنطاد - صعد وايز على متن أول منطاد جوي للولايات المتحدة من لافاييت بولاية إنديانا في عام 1859.

خلال أول رحلة جوية في أمريكا الشمالية بالمنطاد في 9 يناير 1793، من فيلادلفيا إلى بلدة ديبتفورد، نيو جيرسي، حمل جان بيير بلانشار رسالة شخصية من جورج واشنطن لتسلم إلى مالك أي عقار هبط عليهِ بلانشار، مما جعل الرحلة أول تسليم للبريد الجوي في الولايات المتحدة.
قاد جون وايز رحلة بريد غير رسمية بالمنطاد في 17 يوليو 1859، من سانت لويس بولاية ميزوري إلى هندرسون بولاية نيويورك، مسافة 1290 كيلومترًا، حاملاً حقيبة بريد أوكلتها إليه شركة أمريكان إكسبريس. بعد شهر، في 17 أغسطس، طار وايز من لافاييت بولاية إنديانا إلى كروفوردسفيل بولاية إنديانا، حاملاً 123 رسالة و23 بطاقة بريدية على متن الطائرة، جمعها مدير مكتب البريد توماس وود، وحملت عبارة "مدفوعة مسبقًا"، ولكن لم يُعثر إلا على غلاف بريدي واحد من هذه الظروف التاريخية عام 1957. في عام 1959، أصدرت خدمة البريد الأمريكية طابعًا بريديًا بقيمة 7 سنتات (C-54) تخليدًا لذكرى رحلة وايز على متن الطائرة جوبيتر. كما نُقل البريد عبر بريد المنطاد في رحلة يونيو 1877 في ناشفيل بولاية تينيسي.

### التجارب التي ترعاها USPOD

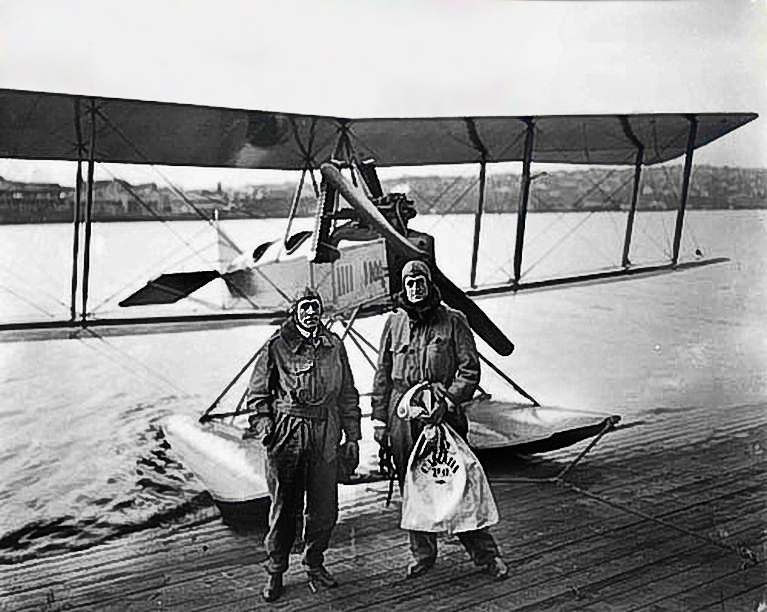
أول رحلة بريد جوي دولية، سنة 1919 - إيدي هوبارد (يسار) وويليام إي. بوينج يقفان أمام طائرة مائية من طراز بوينج C-700 بالقرب من سياتل.

أُجريت أول تجربة رسمية لنقل البريد الجوي تحت رعاية إدارة مكتب البريد الأمريكي في 23 سبتمبر 1911، في اليوم الأول من ملتقى جوي دولي برعاية شركة ناسو للطيران في لونغ آيلاند، عندما طار الطيار إيرل إل. أوفينغتون حاملاً 640 رسالة و1280 بطاقة بريدية من مطار نادي نيويورك الجوي الواقع في شارع ناسو بالقرب من مدرسة ستراتفورد في جاردن سيتي (لونغ آيلاند)، نيويورك، إلى مكتب بريد مينيولا القريب في مينيولا، الذي يقع على بُعد أقل من ستة أميال. بعد أن أدى اليمين الدستورية أمام المدير العام لمكتب البريد الأمريكي فرانك هيتشكوك كأول طيار بريد جوي أمريكي في التاريخ، انطلق أوفينغتون بطائرتهِ أحادية السطح من طراز بليروت كوين جرار، دراغون فلاي، المصنوعة في أمريكا، في الساعة 5:26 مساءً وأسقط حقيبة البريد فوق مينيولا بعد ست دقائق من ارتفاع 500 قدم. للأسف، انكسرت الحقيبة عند اصطدامها بالأرض، ولكن سلم جميع البريد من التلف في النهاية وجرى إرساله عبر القنوات العادية مع ختم إلغاء على الرسالة بجملة "محطة الطائرات رقم 1 - جاردن سيتي إستيتس، نيويورك". وتأكيدًا على هذا المفهوم، طبعت الولايات المتحدة عام 1912 طابعًا بريديًا بقيمة 20 سنتًا ضمن سلسلة بريد الطرود، يظهر فيهِ طائرة، بعنوان "طائرة تنقل بريدًا". وتحمل حقيبة البريد خلف الطيار علامة "رقم 1".
سافر إيدي هوبارد وويليام إي. بوينغ بأول رحلة تجريبية لنقل البريد الجوي من الولايات المتحدة الأمريكية أثناء رحلة استطلاعية إلى فانكوفر، كولومبيا البريطانية، في 3 مارس 1919. وكان على متن الطائرة حقيبة بريد تحتوي على 60 رسالة، مما جعل الرحلة أول رحلة دولية لنقل البريد الجوي الأمريكي. وكانت طائرتهما طائرة تدريب بوينغ موديل سي معدلة من الحرب العالمية الأولى، وكانت سرعتها 65 ميلاً في الساعة. حلق هوبارد لاحقًا في أول مسار بريدي دولي تعاقدي، من سياتل إلى فيكتوريا، كولومبيا البريطانية، والذي بدأ في 15 أكتوبر 1920. تم إنشاء المسار (FAM 2) للاتصال بالسفن البخارية المتجهة إلى آسيا.

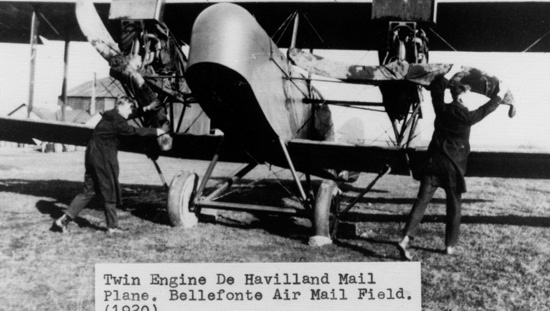
طائرة ذات محركين لنقل البريد في مطار بيلفونت، بنسلفانيا

## البريد الجوي المجدول

### البريد الجوي الذي تنقله حكومة الولايات المتحدة

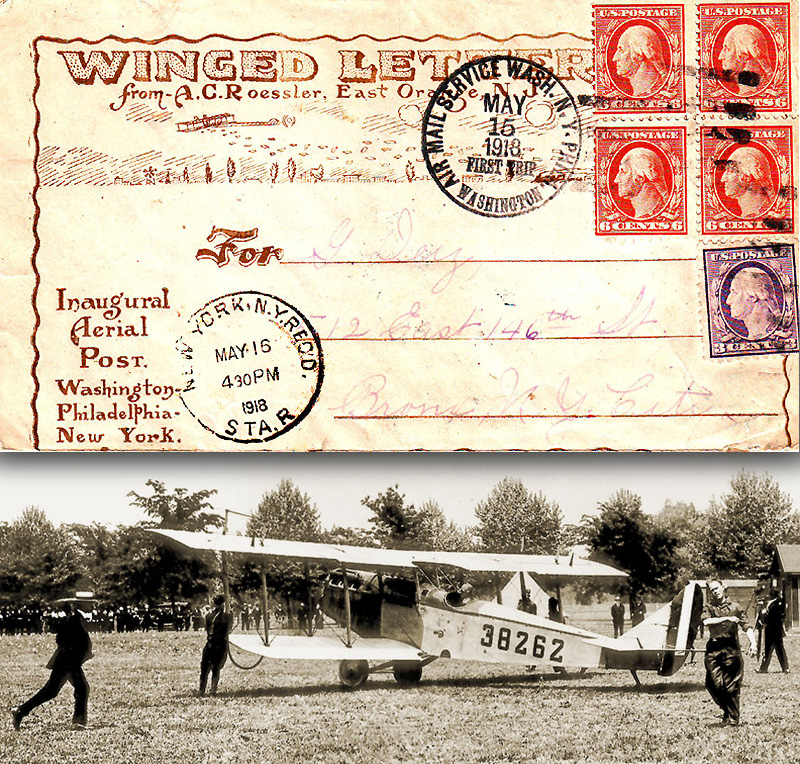
انطلقت أول رحلة بريد جوي أمريكية من واشنطن العاصمة في 15 مايو 1918.

في 18 فبراير 1911، نقل فريد وايزمان رسالتين إلى مدير بريد سانتا روزا، كاليفورنيا، إتش. إل. تريب من مدير بريد بيتالوما، كاليفورنيا، جون أولمستيد. عند وصول الرسالتين، أصبح فريد الطيار الذي حمل أول بريد جوي معتمد من هيئة بريدية أمريكية.
ربطت أول خدمة بريد جوي أمريكية منتظمة بين واشنطن العاصمة ونيويورك. صمم هذا المسار، الذي يبلغ طولهُ 218 ميلاً، أوغسطس بوست، سكرتير نادي الطيران الأمريكي، والذي عمل مساعداً لجمعية ألكسندر غراهام بيل للتجارب الجوية عام 1908، وكان قد عاد حديثاً من الخدمة العسكرية الخاصة لتدريب الطيارين في بريطانيا وفرنسا.
كان هذا الخط الخطوة الأولى في إنشاء خط جوي عابر للقارات. مثّلت خدمة النقل الجوي العابر للقارات أفضل فرصة للبريد الجوي لتوفير خدمة أسرع بتكلفة أقل من خطوط السكك الحديدية المتوفرة آنذاك. كانت خطوط مثل كوليدج بارك، ماريلاند، إلى نيويورك أسرع بقليل من السكك الحديدية، لكنها كانت بمثابة مختبر جيد لتطوير عمليات بريد جوي آمنة وموثوقة.
خلال التخطيط لخدمة النقل بواسطة البريد الجوي، كانت الولايات المتحدة تستعد لخوض الحرب العالمية الأولى، مما كشف عن عيوب جوهرية في القوة الجوية الأمريكية، بما في ذلك الطائرات القديمة وقلة الطيارين، من حيث الجودة والكم. ونتيجةً لذلك، اعتقد مسؤولو البريد والجيش أن البريد الجوي يمكن أن يزيد من سرعة الاتصالات، مع تحسين مهارات الطيارين العسكريين. فمن خلال نقل البريد جوًا، سيتمكن الطيارون المبتدئون من تطوير مهاراتهم في الطيران لمسافات طويلة، بما في ذلك الملاحة الجوية.
بدأت أول خدمة بريد جوي أمريكية منتظمة في 15 مايو 1918، باستخدام ست طائرات ثنائية السطح مُعدّلة من طراز Curtiss JN-4HM "Jenny" تابعة لسلاح الجو الأمريكي، قادها طيارو الجيش بقيادة الطيار روبن إتش فليت، على خط بين واشنطن العاصمة (ملعب واشنطن بولو) ومدينة نيويورك (حديقة بلمونت) مع توقف مؤقت في فيلادلفيا (ملعب بوستلتون). وكان من بين الحاضرين لمغادرة أول رحلة من واشنطن العاصمة الرئيس وودرو ويلسون، والمدير العام لمكتب البريد الأمريكي ألبرت س بورليسون، ومساعد وزير البحرية فرانكلين روزفلت. اختير الملازم الثاني في الجيش جورج ل. بويل لقيادة الطائرة رقم 38262 في أول رحلة متجهة شمالًا، والتي، للأسف، لم تكن ناجحة في البداية.
بعد إقلاعها مباشرةً في الساعة 11:47 صباحًا، فقد بويل اتجاهه وبدأ يطير جنوبًا عندما اتبع مسارًا خاطئًا للسكك الحديدية خارج المدينة. أدرك بويل أنهُ تائه، فحاول معرفة مكانه بهبوط مفاجئ بعد 18 دقيقة فقط في الساعة 12:05 ظهرًا في والدورف، ماريلاند، على بُعد حوالي 25 ميلًا جنوب المدينة. لكن للأسف، انكسرت مروحة طائرتهِ عندما هبط هبوطًا اضطراريًا، فاضطر إلى نقل البريد الذي كان يحملهُ، والذي يبلغ وزنه 140 رطلاً، بالشاحنات إلى واشنطن.

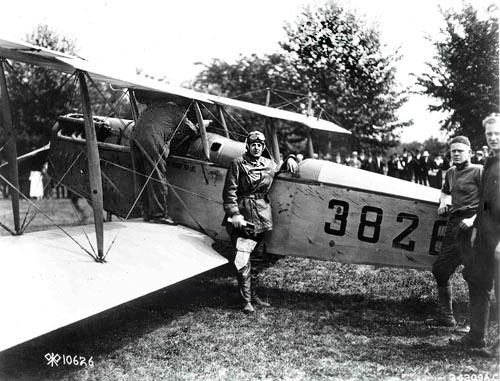
الرائد روبن فليت، بواسطة طائرة الملازم بويل جيني، قبل الإقلاع من واشنطن العاصمة إلى فيلادلفيا في 15 مايو 1918

ومع ذلك، أكمل الطياران الملازم الأول توري إتش ويب والملازم الثاني جيمس سي إدجيرتون التتابع المجدول باتجاه الجنوب بـ 144 رطلاً من البريد، ثم طار إدجيرتون ببريد بويل إلى فيلادلفيا في اليوم التالي. تم تحديد موقع أول خدمة بريد جوي مجدولة بإشارة بلوحة في منتزه ويست بوتوماك في واشنطن العاصمة. تم تمديد المسار إلى بوسطن بعد ثلاثة أسابيع في 4 يونيو.